# Paraphaenogaster maculipes
Aphaenogaster maculipes
Espèce
Synonymes
- †Aphaenogaster maculipes Théobald, 1937

Paraphaenogaster maculipes est une espèce fossile d'insectes hyménoptères fourmis de la tribu des Pheidolini (sous-famille des Myrmicinae).

## Classification
L'espèce Paraphaenogaster maculipes est décrite en 1937 par le paléontologue français Nicolas Théobald (1903-1981) dans sa thèse, sous le protonyme Aphaenogaster maculipes.

### Renommage
En 2016, Aphaenogaster maculipes est renommé  Paraphaenogaster maculipes par Alexander G. Radchenko (d) et Evgeny E. Perkovsky (d),.

### Fossiles
Cet holotype R93, de l'ère Cénozoïque, et de l'époque Oligocène (33,9 à 23,03 Ma) faisait partie de la collection Mieg du musée de Bâle en Suisse et vient du gisement de Kleinkembs (mine de sel).. Cet holotype a quatre cotypes R244 et R510 de Kleinkembs et les échantillons Bt23 et Bt15 de Brunstatt, près de Mulhouse. Ceci valide une présence pendant Oligocène inférieur ou Rupélien soit 33,9 à 28,1 Ma avant notre ère.

### Tribu
Selon Paleobiology Database en 2023, l'espèce Paraphaenogaster maculipes serait dans la tribu des Stenammini.
Selon ITIS en 2023, l'espèce Paraphaenogaster maculipes serait dans la tribu des Pheidolini.

### Étymologie
L'épithète spécifique latine maculipes signifie « taches ».

## Description

### Caractères
Cette fourmi est un 

« insecte de petite taille à tête brun-noirâtre, thorax brun avec deux taches foncées sur les côtés et à l'avant, le reste du thorax est brun-clair, le premier article du pétiole jaunâtre, le deuxième et l'abdomen brun-noirâtre. Tête subquadrangulaire, légèrement allongée et arrondie aux angles ; vertex avec trois ocelles ; yeux ovales, en avant du milieu de la tête ; antennes et mandibules manquent ; clypeus à peine intercalé entre les points d'insertion des antennes ; aire frontale triangulaire, déprimée. Thorax allongé, rétréci à l'arrière ; tégulaes réduits ; postscutellum trapézoïdal ; à l'avant et sur les côtés du mésothorax, deux taches foncées. Pétiole long, formé de deux articles, le premier cylindrique, le second en forme de nœud. Abdomen ovoïde, quatre segments. Pattes manquent. Ailes longues et étroites ; stigma faible ; une cellule discoïdale et une cubitale fermée. ».

### Dimensions
La longueur totale est de 6,5 mm et l'aile antérieure est de 5 mm.

### Affinités
« Le pétiole, nettement à deux segments, fait placer l'échantillon dans la famille des Myrmicinae. Le pétiole et la tête ont la même conformation que dans le g. Aphaenogaster, Aphaenogaster feae Emery des Indes semble s'en rapprocher le plus. Notre échantillon diffère des Aphaenogaster de l'ambre de la Baltique ; on ne peut le rapprocher de A. sommerfeldti Mayr de l'ambre, car dans ce dernier, le métanotum porte deux épines qui manquent ici. A. maculata d'Aix en est très voisin (v. chp. V), mais a les ailes plus longues. À cette espèce appartiennent probablement les numéros R244,510 de Kleinkembs et les échantillons Bt23 et Bt15 de Brunstatt. ».

## Biologie
« Le g. Aphaenogaster vit dans les deux hémisphères. ».
« Le g. Aphaenogaster comprend des fourmis répandues surtout dans les régions tempérées chaudes de l'ancien et du nouveau monde. Beaucoup d'espèces construisent leurs nids sous terre, sous les pierres et ont des mœurs hypogées. ».

### Ouvrages
- [1999] (en) Watanabe, H. et Yamane, Sk., New species and new status in the genus Aphaenogaster (Formicidae) from Japan. In: Identification Guide to the Aculeata of the Nansei Islands, p. 736, Hokkaido Univ. Press, Sapporo., 1999.
- [2008] (en) S. O. Shattuck, « Australian ants of the genus Aphaenogaster (Hymenoptera: Formicidae) », Zootaxa, vol. 1677,‎ 2008, p. 25–45 (ISSN 1175-5334, DOI 10.11646/ZOOTAXA.1677.1.2, lire en ligne).
- [2016] (en) A. G. Radchenko et E. E. Perkovsky, The ant Aphaenogaster dlusskyana sp. nov. (Hymenoptera, Formicidae) from the Sakhalin amber - the earliest described species of an extant genus of Myrmicinae, vol. 50, coll. « Paleontological Journal », 2016, 936-946 p.

### Publication originale
- [1937] Nicolas Théobald, « Les insectes fossiles des terrains oligocènes de France 473 p., 17 fig., 7 cartes,13 tables, 29 planches hors texte », Bulletin Mensuel de la Société des Sciences de Nancy et Mémoires de la Société des sciences de Nancy, Imprimerie G. Thomas,‎ 1937, p. 1-473 (ISSN 1155-1119 et 2263-6439, OCLC 786027547). .